# DJ Maestro
DJ Maestro, alias Martijn Barkhuis (Groningen, 1970), is een Nederlandse diskjockey, componist en arrangeur. Barkhuis heeft een klassieke achtergrond. Van zijn zevende tot zevenentwintigste speelde Barkhuis viool, onder andere bij het Nederlands Studenten Orkest. DJ Maestro studeerde kunstbeleid en management met als bijvak muziekwetenschappen. Hij vergaarde bekendheid toen hij door jazzlabel Blue Note Records werd uitgenodigd om als eerste dj ter wereld mix compilaties te mogen maken van de archieven van het label. Voor deze Blue Note Trip compilaties ontving hij vijf platina platen. Na zijn werk voor Blue Note stond hij onder contract bij jazzlabel Verve. Tegenwoordig staat hij onder contract bij het uit New York afkomstige jazzlabel Bethlehem Records. Hier bracht hij het album ‘Nina Simone Little Girl Blue Remixed’ uit. Naast zijn werk als dj is Barkhuis mede-eigenaar en oprichter van Jazz de Ville, een online radiostation gericht op jazz.
Zijn radiocarrière begon bij Jazzradio in 1997. In 2012 werd Barkhuis directeur van Sublime FM en mede-eigenaar en oprichter van Jazzradio.nl. Daarnaast presenteerde hij elke vrijdag het radioprogramma Traffic Jam bij Arrow Jazz FM en het programma “Down & Out” voor de VPRO voor NPO Radio 6. Ook stond hij wekelijks in de Melkweg in Amsterdam met de dansavond Blue Note Trip. Van 2017 tot begin 2019 organiseerde hij wekelijks in het W Hotel in Amsterdam de W Live sessions. Martijn Barkhuis heeft als programmeur de festivals IJazz Festival en Swingin' Groningen ingevuld.

## Discografie
- Latino Beats 1 (Beats Included)
- Latino Beats 2 (Beats Included)
- Blue Note Trip Saturday Night/Sunday Morning (Blue Note Records)
- Blue Note Trip Sunset/Sunrise (Blue Note Records)
- Blue Note Trip Goin’ Down/Gettin’ Up (Blue Note Records)
- Delicious Jazz Dig This/Love That (Verve)
- DJ Maestro & Catch 22 – Mesmerize (Dig This/Universal)
- Blue Note Trip Somethin’ Old/Somethin’ New (Blue Note Records)
- Blue Note Trip Birds/Beats (Blue Note Records)
- Fundamentally Bedtime (EMI)
- Fundamentally Wakin’ Up (EMI)
- Riviera Maison - His Maestro’s Choice (TMM/EMI)
- Riviera Maison – Warm Winter Moments (TMM/EMI)
- The Brazilian Trip (Blue Note Records)
- Oger (EMI)
- Riviera Maison Latin Nights (TMM/EMI)
- Blue Note Trip Swing Low/Fly High (Blue Note Records)
- Digestive – Maestro supports dance4life
- Blue Note Trip Heat Up/Simmer Down (Blue Note Records)
- Blue Note Trip Late Nights/Early Mornings (Blue Note Records)
- Bethlehem Blends (Bethlehem/V2)
- Nina Simone – Little Girl Blue Remixed (V2/Music on Vinyl)
- Sunset Jazz (Music on Vinyl)